# تالاب چوک
تالاب چوک با نام دیگر تالاب تروک یک پهنه آبی در اقیانوس آرام است. در ۱٬۸۰۰ کیلومتر (۱٬۱۰۰ مایل) شمال خاوری کشور پاپوآ گینه نو، در میانه اقیانوس آرام با عرض جغرافیایی ۷ درجه شمالی است. این تالاب بخشی از ایالت چوک در ایالات فدرال میکرونزی است. آب‌سنگ حلقوی چوک، شامل یک آب‌سنگ محفاظ با درازای ۲۲۵ کیلومتر (۱۴۰ مایل) می‌شود که بندرگاه‌های طبیعی با درازای ۷۹ در ۵۰ کیلومتر (۴۹ در ۳۱ مایل) و مساحت ۲٬۱۳۰ کیلومتر مربع (۸۲۰ مایل مربع) را در بر می‌گیرد. مساحت خشکی آن ۹۳٫۰۷ کیلومتر مربع (۳۵٫۹۳ مایل مربع)، جمعیت آن ۳۶٬۱۵۸ نفر و بیشترین بلندای آن ۴۴۳ متر (۱٬۴۵۳ فوت) متر است. شهر ونو در آبخوست مُئِن، مانند پایتخت آب‌سنگ حلقوی و ایالت چوک است که با ۱۳٬۷۰۰ نفر جمعیت، بزرگ‌ترین شهر ایالات فدرال میکرونزی است.

## نام
چوک در زبان چوکی به معنی «کوه» است. «تروک» نام دیگر این تالاب (تا پیش از ۱۹۹۰) است که از تلفظ نادرست واژه «روک» پدید آمده است. این تالاب با نام‌های دیگری چون روک، هُگُلِئو، تُرِس، اوگولات، و لوگولوس نیز شناخته می‌شود.

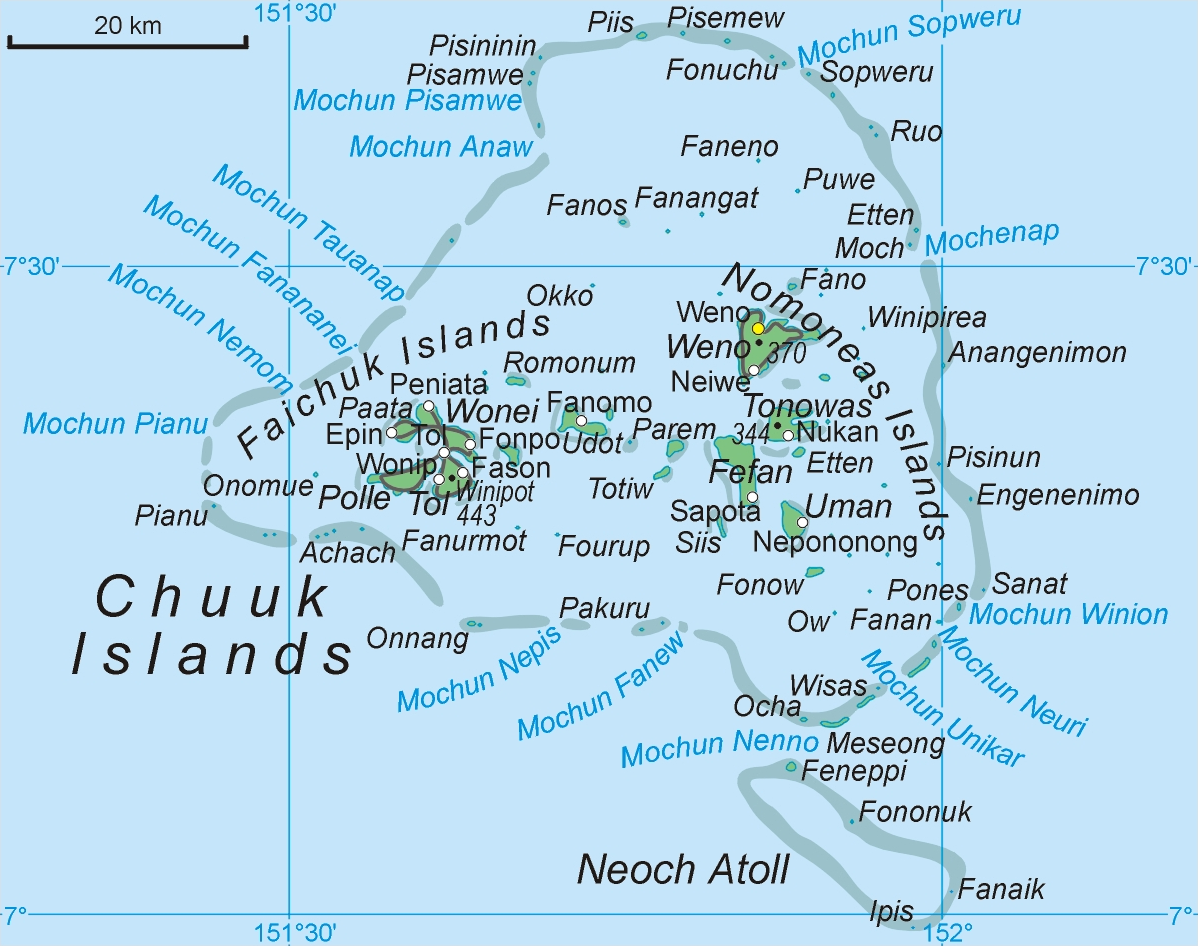
نقشه تالاب چوک

## تاریخچه

### پیش از تاریخ
اینکه نخستین ساکنان آبخوست چوک چه زمانی به آن وارد شدند مشخص نیست اما شواهد باستان‌شناسی نشان می‌دهند که در سده‌های یکم و دوم پیش از میلاد، مردمی در آبخوست‌های ففان و وِنه زندگی می‌کردند. در سده ۱۴ (میلادی)، مردم در سراسر تالاب چوک پخش شده بودند.

### دوران استعمار
نخستین اروپایی در این آب‌سنگ حلقوی، یک کاشف اسپانیایی به نام آلوارو د ساویدرا سوار بر کشتی فلوریدا بود که در اوت یا سپتامبر ۱۵۲۸ به این آبخوست وارد شد. در ۱۵ ژانویه ۱۵۶۵ یک اسپانیایی دیگر به نام آلونسو د آرلانو سوار بر پاتاچه «سن لوکاس» به این آبخوست وارد شد.
چون چوک به عنوان بخشی از جزایر کارولین شناخته می‌شد اسپانیا بر آن ادعای مالکیت کرده و در اواخر سده ۱۹ (میلادی) تلاش کرد تا آبخوست‌های آنرا کنترل کند. پس از آن مردم تالاب چوک وارد جنگ‌های قومی بی‌شماری با یکدیگر و همچنین بازرگانان و مبلغان مذهبی خارجی شدند. کنترل اسپانیا تنها ظاهری بود. اسپانیایی‌ها در ۱۸۸۶ پرچم خود را از چوک پایین کشیده و آنرا ترک کردند. اما در ۱۸۹۵ بازگشتند تا همزمان با تثبیت مالکیت خود، به جنگ بین قبیله‌های ساکن آن پایان دهند. اسپانیایی‌ها هیچگاه نتوانستند یک پایگاه دائمی در چوک ایجاد کنند و جنگ‌های قبیله‌ای تا هنگام ورود امپراتوری آلمان ادامه یافتند.
پس از شکست اسپانیا در جنگ آمریکا و اسپانیا و در نتیجه آن خروج نیروهای اسپانیایی از اقیانوس آرام، در ۱۸۹۹ جزایر کارولین به امپراتوری آلمان فروخته شدند.
پس از شکست آلمان در جنگ جهانی اول، بر پایه قیمومت جامعه ملل، امپراتوری ژاپن کنترل جزایر کارولین را بدست گرفت.

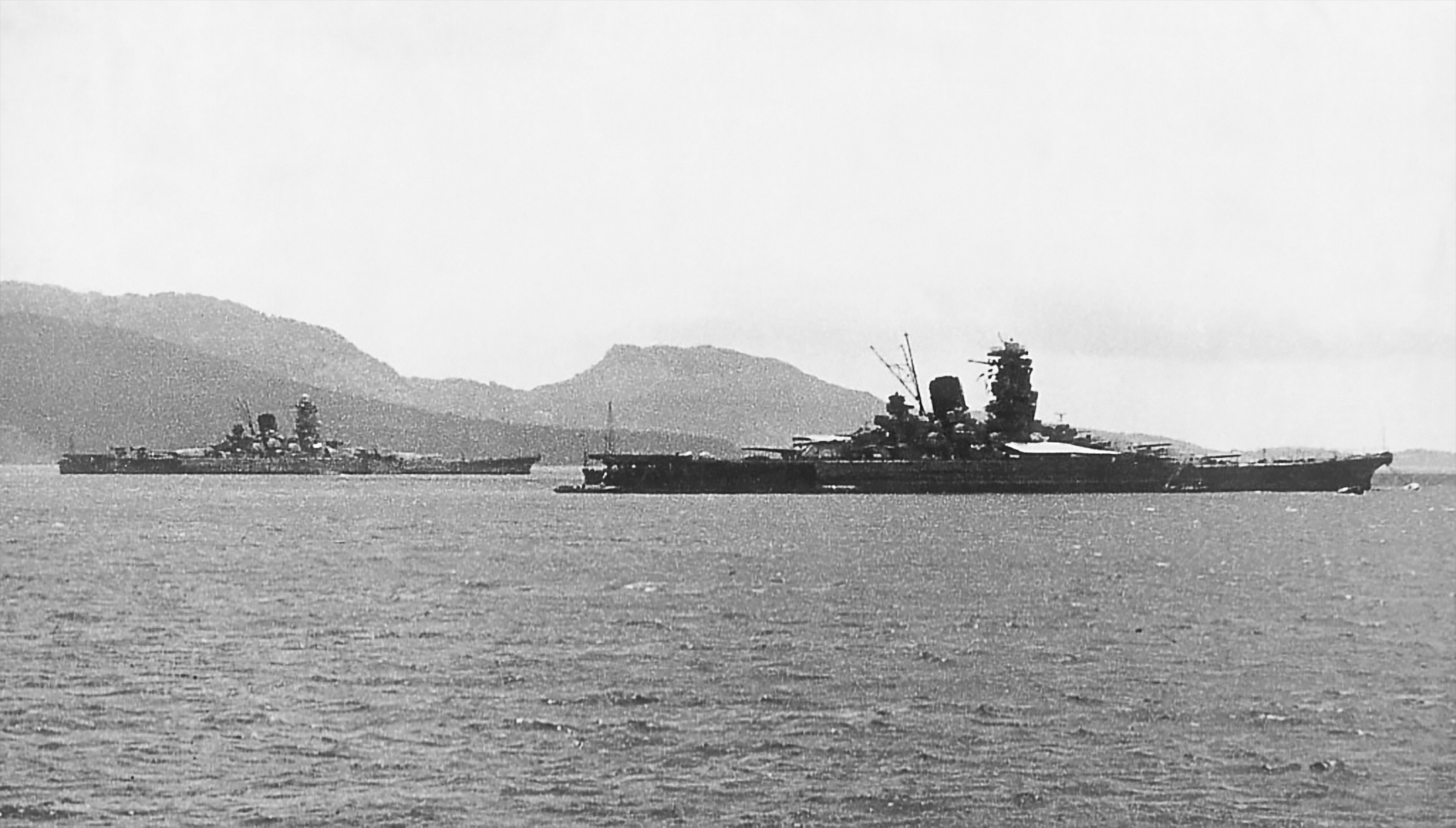
ناوهای دریایی یاماتو و موساشی نیروی دریایی امپراتوری ژاپن در لنگرگاه چوک (۱۹۴۳)

### جنگ جهانی دوم
در دوران جنگ جهانی دوم تا پیش از اوت ۱۹۴۵، ارتش امپراتوری ژاپن با استقرار جنگ‌افزارهای گوناگون در این منطقه، برای دفاع و حمله به مواضع نیروهای متفقین در گینه نو و جزایر سلیمان استفاده می‌کرد. در سال ۲۰۱۱ نشت سوخت از بشکه‌های ژاپنی باقی مانده، باعث مشکلات زیست‌محیطی شد.

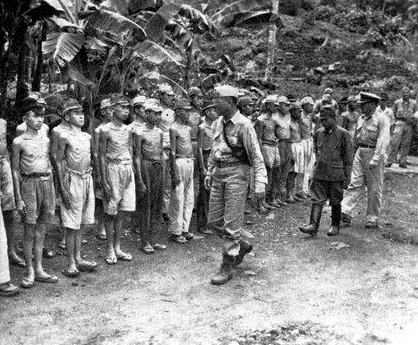
تسلیم نیروهای ژاپنی (۱۹۴۵)

## جغرافیا
تالاب چوک بخشی از جزایر کارولین است. این منطقه، یازده آبخوست بزرگ (و یازده منطقه شهرداری تُل، اودُت، فالا-بگوئتس، رمانوم، اِئُت در فایچوک، وِنو، ففان، تونوواس، اومان، پارام، تسیس در نامونئاس) و ۴۶ آبخوست کوچک درون تالاب و ۴۱ آبخوست در آبسنگ حاشیه‌ای می‌شود.

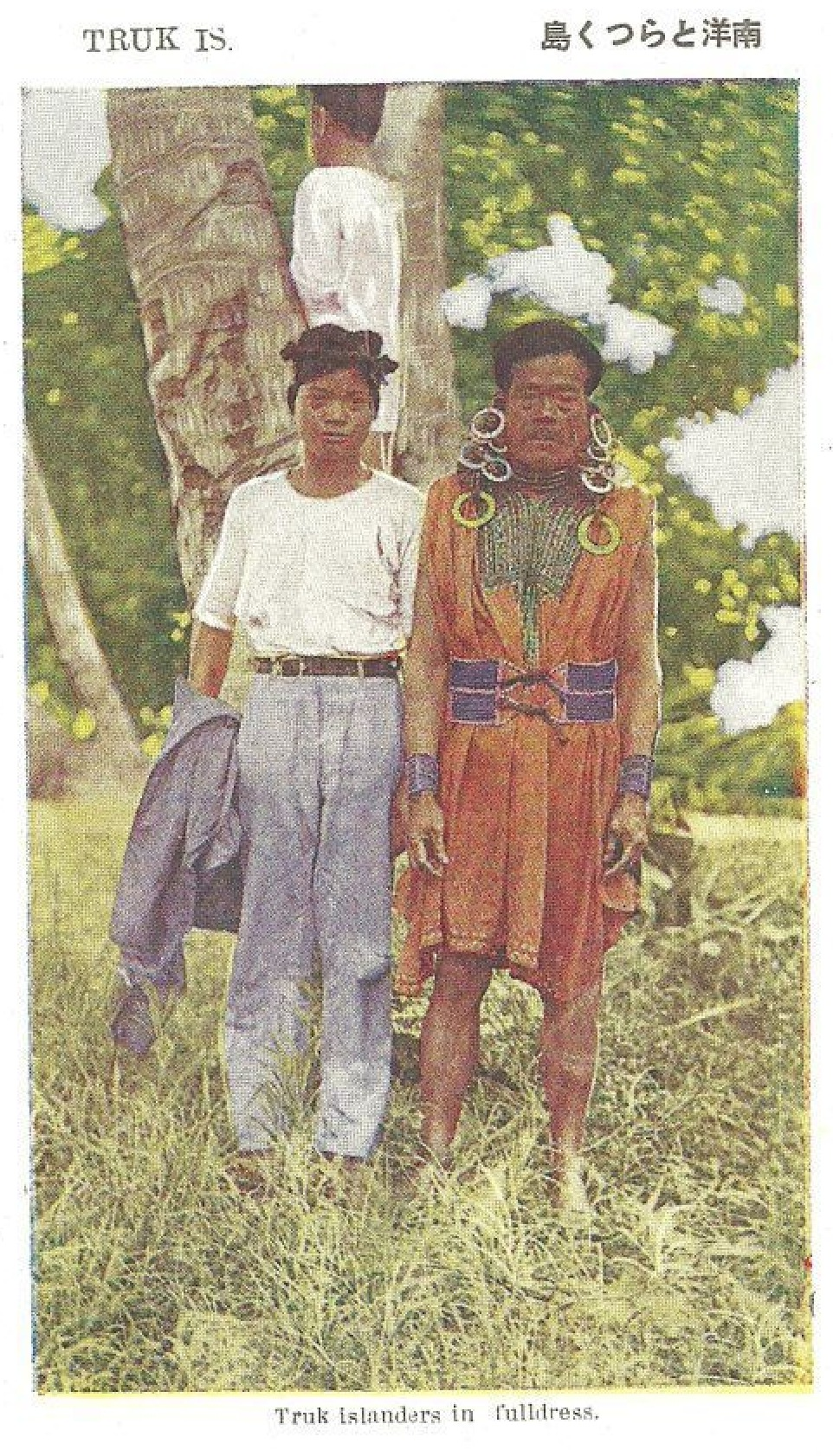
بومیان آب‌سنگ حلقوی چوک (۱۹۳۰)

## جدول آبخوست‌های اصلی
فهرست زیر، آبخوست‌ها، دهکده‌ها، و جمعیت تالاب چوک را بر پایه سرشماری سال ۲۰۱۰ نشان می‌دهد:

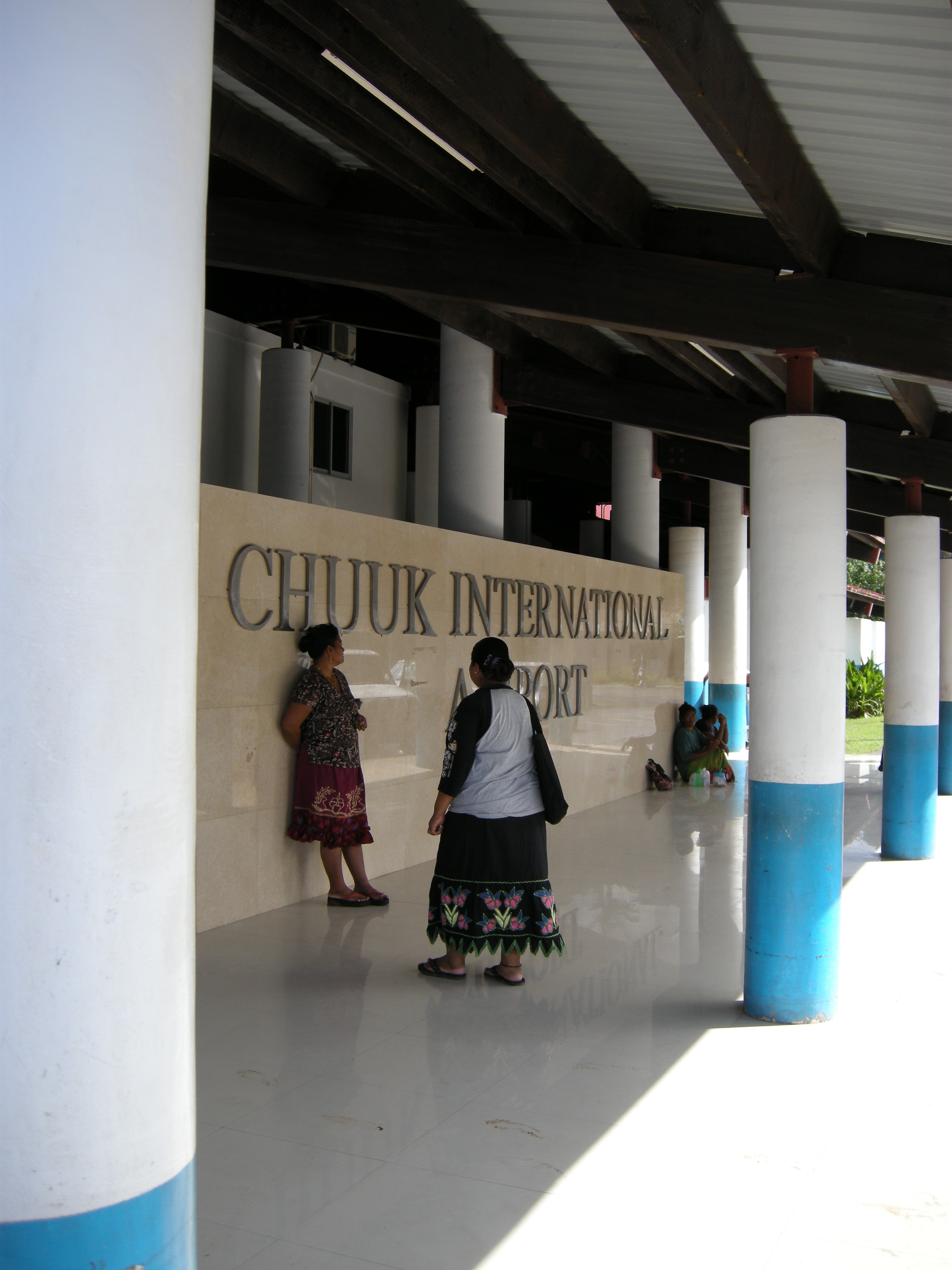
فرودگاه بین‌المللی چوک

| آبخوست          | پایتخت  | مساحت (کیلومتر مریع) | جمعیت  |
| --------------- | ------- | -------------------- | ------ |
| آب‌سنگ حلقوی چوک |         | ۹۳/۰۷                | ۳۶٬۱۵۸ |
| فایچوک          |         | ۴۱/۸                 | ۱۱٬۳۰۵ |
| فالا-بگوئتس     | نِپیتیو  | ۱/۶۲                 | ۶۷۲    |
| پاتا            | ساپاتا  | ۴/۴                  | ۱٬۱۰۷  |
| پوله            | نِپانُنُنگ | ۹/۳                  | ۱٬۴۹۶  |
| رومانوم         | وینسی   | ۰/۸۵۶                | ۸۶۵    |
| تُل              | فاسُن    | ۱۰/۳                 | ۴٬۵۷۹  |
| اودُت            | فانُمو   | ۴/۵                  | ۱٬۶۸۰  |
| ونی             | نامبو   | ۱۰                   | ۶۳۸    |
| نامونئاس شمالی  | ونو     | ۲۰/۷۶                | ۱۴٬۶۲۰ |
| فنو             | فانیپ   | ۰/۳۴۲                | ۳۸۸    |
| پیس             | نوکان   | ۰/۳۲                 | ۳۶۰    |
| ونو             | ونو     | ۱۹/۱                 | ۱۳٬۸۵۴ |
| نامونئاس جنوبی  |         | ۳۰/۴۲                | ۱۰٬۲۳۳ |
| ففان            | مِسا     | ۱۲/۱۵                | ۳٬۴۷۱  |
| تونوواس         | نِموآنُن  | ۸/۹۴                 | ۳٬۲۹۴  |
| آبخوست اومان    | نِپانُنُنگ | ۳/۸۶                 | ۲٬۵۴۰  |

## آب و هوا
| داده‌های اقلیم آبخوست‌های چوک | داده‌های اقلیم آبخوست‌های چوک | داده‌های اقلیم آبخوست‌های چوک | داده‌های اقلیم آبخوست‌های چوک | داده‌های اقلیم آبخوست‌های چوک | داده‌های اقلیم آبخوست‌های چوک | داده‌های اقلیم آبخوست‌های چوک | داده‌های اقلیم آبخوست‌های چوک | داده‌های اقلیم آبخوست‌های چوک | داده‌های اقلیم آبخوست‌های چوک | داده‌های اقلیم آبخوست‌های چوک | داده‌های اقلیم آبخوست‌های چوک | داده‌های اقلیم آبخوست‌های چوک | داده‌های اقلیم آبخوست‌های چوک |
| ماه                         | ژانویه                      | فوریه                       | مارس                        | آوریل                       | مه                          | ژوئن                        | ژوئیه                       | اوت                         | سپتامبر                     | اکتبر                       | نوامبر                      | دسامبر                      | سال                         |
| --------------------------- | --------------------------- | --------------------------- | --------------------------- | --------------------------- | --------------------------- | --------------------------- | --------------------------- | --------------------------- | --------------------------- | --------------------------- | --------------------------- | --------------------------- | --------------------------- |
| میانگین بیش‌ترین °C (°F)     | ۳۰ (۸۶)                     | ۳۰ (۸۶)                     | ۳۰ (۸۶)                     | ۳۱ (۸۷)                     | ۳۱ (۸۷)                     | ۳۱ (۸۷)                     | ۳۱ (۸۷)                     | ۳۱ (۸۷)                     | ۳۱ (۸۷)                     | ۳۱ (۸۷)                     | ۳۱ (۸۷)                     | ۳۰ (۸۶)                     | ۳۱ (۸۷)                     |
| میانگین کم‌ترین °C (°F)      | ۲۵ (۷۷)                     | ۲۵ (۷۷)                     | ۲۵ (۷۷)                     | ۲۵ (۷۷)                     | ۲۵ (۷۷)                     | ۲۴ (۷۶)                     | ۲۴ (۷۶)                     | ۲۴ (۷۵)                     | ۲۴ (۷۶)                     | ۲۴ (۷۶)                     | ۲۴ (۷۶)                     | ۲۵ (۷۷)                     | ۲۴ (۷۶)                     |
| بارندگی میلی‌متر (اینچ)      | ۲۳۰ (۸٫۹)                   | ۱۷۰ (۶٫۷)                   | ۲۲۰ (۸٫۸)                   | ۳۱۰ (۱۲٫۳)                  | ۳۶۰ (۱۴٫۳)                  | ۳۰۰ (۱۲)                    | ۳۵۰ (۱۳٫۷)                  | ۳۵۰ (۱۳٫۹)                  | ۳۲۰ (۱۲٫۶)                  | ۳۵۰ (۱۳٫۶)                  | ۲۹۰ (۱۱٫۳)                  | ۳۱۰ (۱۲٫۱)                  | ۳٬۵۶۰ (۱۴۰٫۳)               |
| منبع: Weatherbase           |                             |                             |                             |                             |                             |                             |                             |                             |                             |                             |                             |                             |                             |

## اقتصاد و زیرساخت

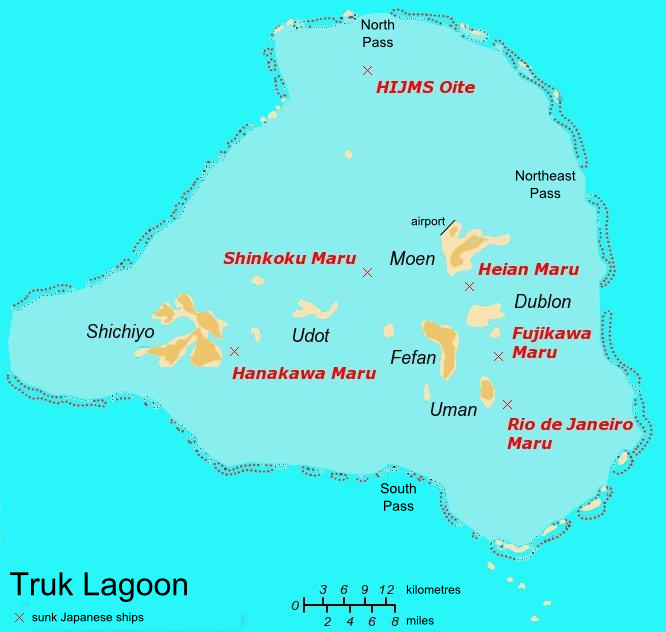
تالاب چوک

بسیاری از جاده‌ها و سامانه رفت‌وآمد در چوک کهنه هستند و نیاز به تعمیر دارند که این کار آغاز شده است.
فرودگاه بین‌المللی چوک با کد فرودگاهی انجمن بین‌المللی حمل‌ونقل هوایی (یاتا) TKK در جزیره اداری موئِن قرار دارد که در گذشته به شرکت هواپیمایی کنتیننتال میکرونزی و امروزه به یونایتد ایرلاینز خدمات ارائه می‌دهد.
دولت ایالت چوک، گرداننده یک ایستگاه رادیویی است. ارتباط درونی معمولاً با استفاده از بی‌سیم دستی انجام می‌شود. خدمات تلفنی، محدود به چاک است. اگرچه در برخی آبخوست‌های درون تالاب، شبکه سلولی وجود دارد که قرار است در آینده، این امکان برای جزایر بیرونی نیز فراهم شود. از مه سال ۲۰۱۰ دسترسی به اینترنت خط دیجیتال مشترک نامتقارن (اِی‌دی‌اِس‌اِل) فراهم شده است.
گردشگری و به ویژه غواصی اسکوبا در میان خرابه‌های صدها کشتی‌های شکسته و مدفون در زیر آب و دیدن موجوداتی که در میان آنها زندگی می‌کنند یکی از جذابترین دیدنی‌های این تالاب و صنعت اصلی آن است. مغز نارگیل و گوشت نارگیل خشک شده تنها محصولات این آبخوست هستند که درآمد چشمگیری ندارند. سبک زندگی بیشتر ساکنان آبخوست‌های بیرونی، بر پایه اقتصاد معیشتی است.